# Hadjelia
Hadjelia ist eine Gattung der Rollschwänze mit 12 Arten. Sie sind Parasiten bei Vögeln.

## Merkmale
Der Hinterrand der Pseudollippen ist mit einfachen oder gezahnten Klingen bewaffnet, die ventralen und dorsalen Lippen sind dagegen einfach gebaut. Ein Halskragen fehlt. Der Schwanz der Männchen zeigt die typische Rollschanz-Gestalt.

## Systematik
Zur Gattung gehören folgende Arten:
- Hadjelia acuariana (Gushanskaja, 1937)
- Hadjelia cairinae (Zhang & Brooks, 2005)
- Hadjelia chalcyonis (Parukhin, 1964)
- Hadjelia giboovata Phan, 1969
- Hadjelia hypoleucosi Gupta & Kumar, 1980
- Hadjelia lichtenfelsi (Wong & Lankester, 1985)
- Hadjelia madagascariensis (Kung, 1948)
- Hadjelia neglecta Chabaud, 1975
- Hadjelia ryzhikovi (Borgarenko, 1961)
- Hadjelia tringae Kumar & Gupta, 1980
- Hadjelia truncata Creplin, 1825
- Hadjelia upupai Jehan, 1970

Synonyme sind Gilsonia Gedoelst, 1919, Parhadjelia Lent & Freitas, 1939, Sobolevicephalus Parukhin, 1964, Stellabronema Gushanskaya, 1937 und Stellobronema Gushanskaya, 1937.